# Ätran (by)
 Denne artikel omhandler byen. For floden, se Ätran.
Ätran er et byområde i Falkenbergs kommun i Hallands län i Sverige. Gennem byen løber floden med samme navn. Byen er omgivet af et skovrigt landskab med en del søer. Siden 2005 afholdes hver sommer Nääsville Bluegrass Festival.

## Historie
Byen startede som en stationsbebyggelse i slutningen af 1800-tallet. Allerede i 1887 nåede Fegen-Ätrans Järnväg byen. Fegen havde allerede forbindelse til Kinnared via Kinnared-Fegens Järnväg og dermed kunne man nå Nässjö og Halmstad. Jernbanen vestpå, Varberg-Ätrans Järnväg, blev bygget i 1909. Jernbanen blev nedlagt i 1961.

## Forbindelser
Länsväg 153, Varberg-Ullared-Värnamo, går gennem byen.

## Erhvervsliv
Ätran rummer firmaerne Gremo, som fremstiller havemaskiner, og Specialkarosser AB som fremstiller kassepåbygninger til køretøjer.